# Scleronotus egensis
Scleronotus egensis är en skalbaggsart som beskrevs av White 1855. Scleronotus egensis ingår i släktet Scleronotus och familjen långhorningar. Inga underarter finns listade i Catalogue of Life.